# Europaparlamentsvalet i Litauen 2009
Europaparlamentsvalet i Litauen 2009 ägde rum söndagen den 7 juni 2009. Knappt 2,7 miljoner personer var röstberättigade i valet om de tolv mandat som Litauen hade tilldelats innan valet. I valet tillämpade landet ett valsystem med partilistor, d’Hondts metod och en spärr på 5 procent för småpartier. Litauen var inte uppdelat i några valkretsar, utan fungerade som en enda valkrets i valet.
Valdeltagandet rasade i jämförelse med valet 2004. Det minskade med över 27 procentenheter till 20,98 procent. Det var således det lägsta valdeltagandet i hela unionen, bortsett från Slovakien. Den stora förändringen i valdeltagande innebar att antalet avlagda röster minskade dramatiskt och antalet röster i absoluta tal minskade för alla de partier som hade ställt upp i valet 2004.
Valets främsta vinnare var Fosterlandsförbundet – Litauiska kristdemokrater, som ökade sin väljarandel med över 14 procentenheter. Partiet blev därmed Litauens största och erhöll fyra mandat, dubbelt så många som i valet 2004. Även Litauens socialdemokratiska parti och Ordning och rättvisa ökade och erhöll varsitt mandat till. Liberala rörelsen, som hade bildats 2006 genom en utbrytargrupp från Liberala centerunionen, fick mer än sju procent av rösterna och kunde därmed säkra sitt första mandat i Europaparlamentet.
Sämre gick det för Darbo Partija, som backade med över tjugo procentenheter och tappade fyra av sina fem mandat. Även Liberala centerunionen och Lietuvos valstiečių liaudininkų sąjunga backade och båda partierna förlorade sin representation i parlamentet.

## Valresultat
|                                                                                               |          |  |          |        |
|                                                                                               | Andel    |  | Antal    | Mandat |
| Fosterlandsförbundet – Litauiska kristdemokrater                                              | 26,86 %  |  | 147 756  | 4      |
| Fosterlandsförbundet – Litauiska kristdemokrater                                              | +14,28 % |  | –4 077   | +2     |
| Litauens socialdemokratiska parti                                                             | 18,61 %  |  | 102 347  | 3      |
| Litauens socialdemokratiska parti                                                             | +4,18 %  |  | –717 77  | +1     |
| Ordning och rättvisa                                                                          | 12,22 %  |  | 67 237   | 2      |
| Ordning och rättvisa                                                                          | +5,39 %  |  | –15 183  | +1     |
| Darbo Partija                                                                                 | 8,79 %   |  | 48 368   | 1      |
| Darbo Partija                                                                                 | –21,37 % |  | –315 628 | –4     |
| Valaktionen för polacker i Litauen                                                            | 8,42 %   |  | 46 293   | 1      |
| Valaktionen för polacker i Litauen                                                            | +2,71 %  |  | –22 644  | +1     |
| Liberala rörelsen                                                                             | 7,36 %   |  | 40 502   | 1      |
| Liberala rörelsen                                                                             | +7,36 %  |  | +40 502  | +1     |
| Liberala centerunionen                                                                        | 3,47 %   |  | 19 105   | 0      |
| Liberala centerunionen                                                                        | –7,76 %  |  | –116 496 | –2     |
| Lietuvos valstiečių liaudininkų sąjunga                                                       | 1,87 %   |  | 10 285   | 0      |
| Lietuvos valstiečių liaudininkų sąjunga                                                       | –5,54 %  |  | –79 167  | –1     |
| Övriga partier och kandidater                                                                 | 12,39 %  |  | 68 124   | 0      |
| Övriga partier och kandidater                                                                 | +0,74 %  |  | –72 583  | ±0     |
| Ogiltiga och blanka röster                                                                    | 2,62 %   |  | 14 786   | 0      |
| Ogiltiga och blanka röster                                                                    | –3,38 %  |  | –62 194  | ±0     |
| Valdeltagande                                                                                 | 20,98 %  |  | 564 803  | 12     |
| Valdeltagande                                                                                 | –27,40 % |  | –719 247 | –1     |
| Antal röstberättigade 2 692 397 04 EPP 03 S&D 02 ALDE 00 G/EFA 01 ECR 00 GUE/NGL 02 EFD 00 NI |          |  |          |        |